# حزب اتحادگرای دموکراتیک
حزب اتحادگرای دموکراتیک (به انگلیسی: Democratic Unionist Party (DUP)) بزرگ‌ترین حزب سیاسی اتحادگرا در ایرلند شمالی است. این حزب به‌دست ایان پیزلی تأسیس شد و هم‌اکنون توسط آرلین فاستر رهبری می‌شود. حزب اتحادگرای دموکراتیک از نظر ایدئولوژی سیاسی راست و از نظر مذهب، پروتستان و از نظر سیاسی اتحادیه گرا و ملی گرای بریتانیایی است.
این حزب با کلیساهای پروتستان، مخصوصاً کلیسای آزاد پرسبیتری در اولستر که توسط پیزلی تأسیس شد، عمیقاً پیوند خورده است و به صورت سنتی، نسبت به دیگر احزاب اتحادگرا، به اولستر وفادارتر شناخته می‌شود. با این وجود، در دوران زمام‌داری پیتر رابینسون، از شدت این رابطه کاسته شد تا نظر مساعد غیرپروتستان‌ها، مخصوصاً کاتولیک‌هایی که از لحاظ اجتماعی محافظه‌کار هستند، جلب شود.
این حزب ۲۸ کرسی از ۹۰ کرسی مجلس محلی ایرلند شمالی را در اختیار دارد. همچنین این حزب توانست در انتخابات ۲۰۱۷ مجلس عوام بریتانیا، ۱۰ کرسی از ۶۵۰ کرسی این مجلس را در اختیار گرفته و خود را به یکی از پنج حزب بزرگ وست‌مینستر تبدیل کند. در مجلس اعیان بریتانیا نیز این حزب ۴ کرسی از ۸۰۸ کرسی را در اختیار دارد. در پارلمان اروپا نیز، یک کرسی از سه کرسی ایرلند شمالی در اختیار این حزب قرار دارد.